# Nakladač

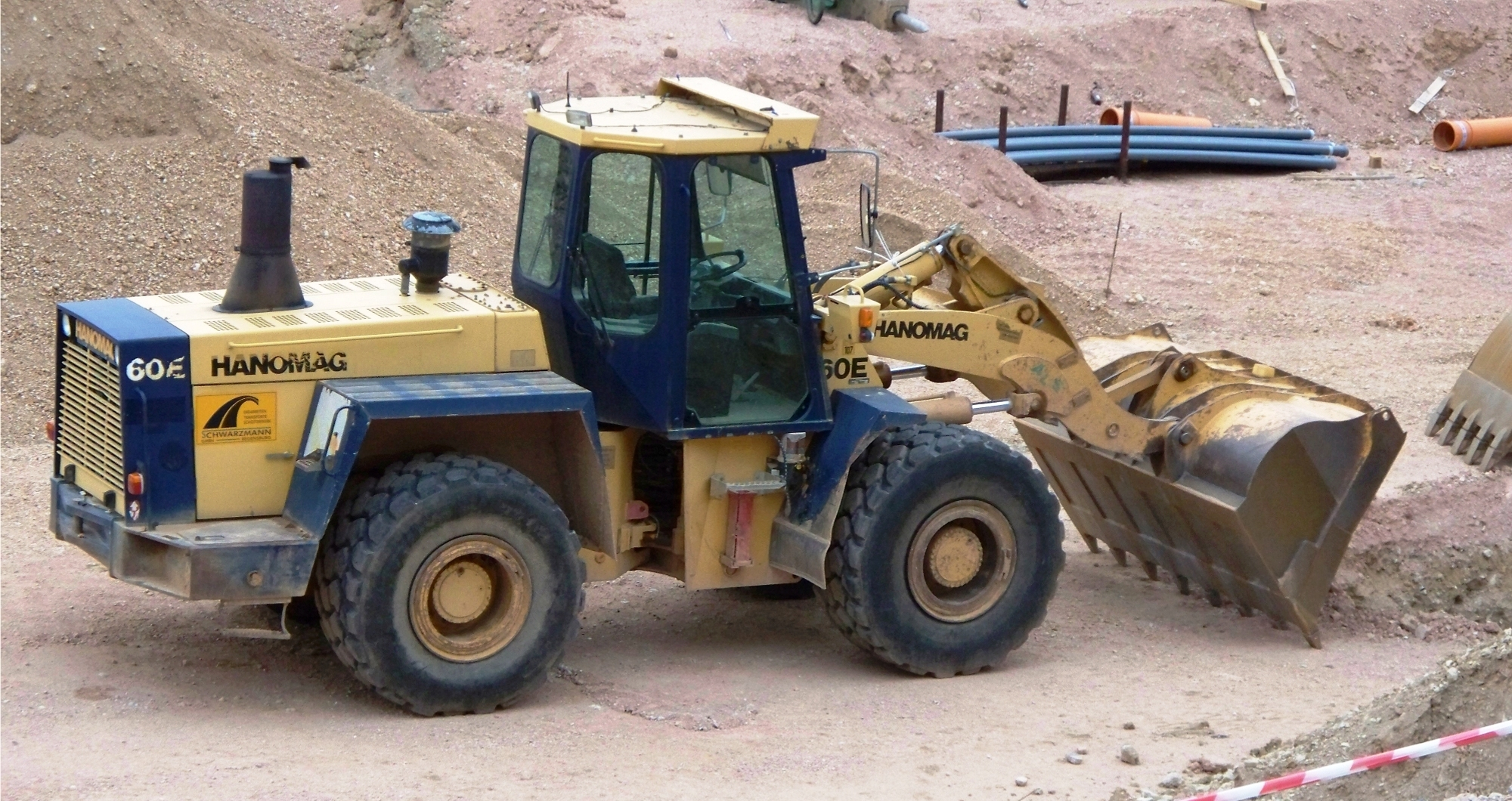
Velký lopatový nakladač

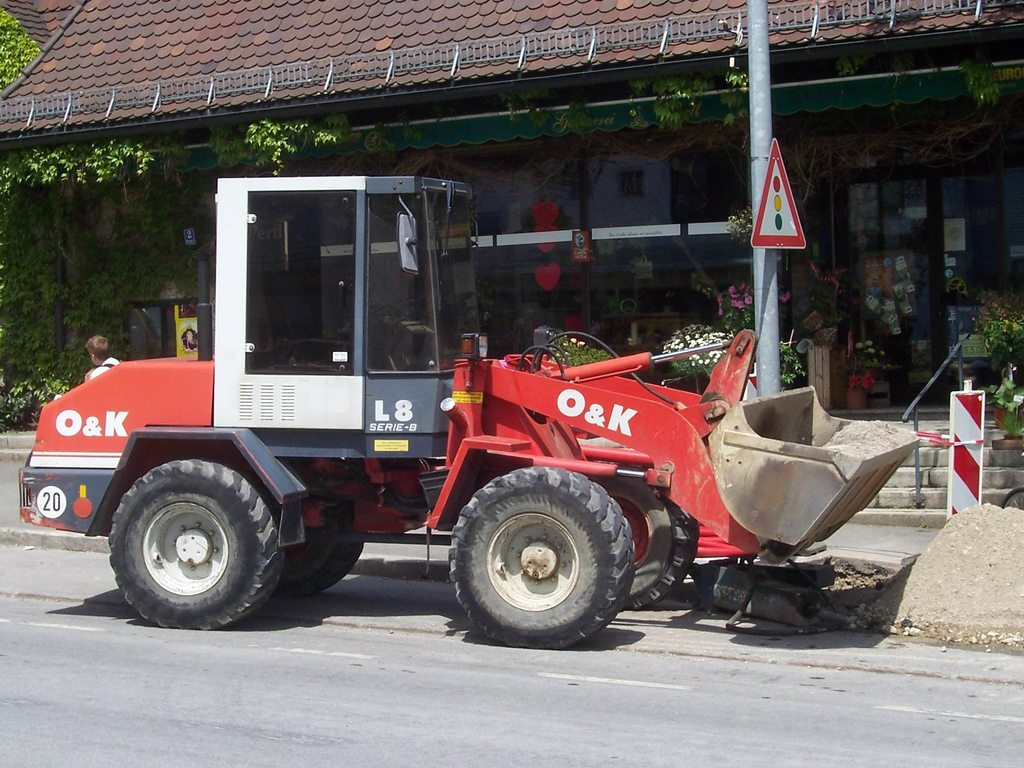
Menší provedení nakladače

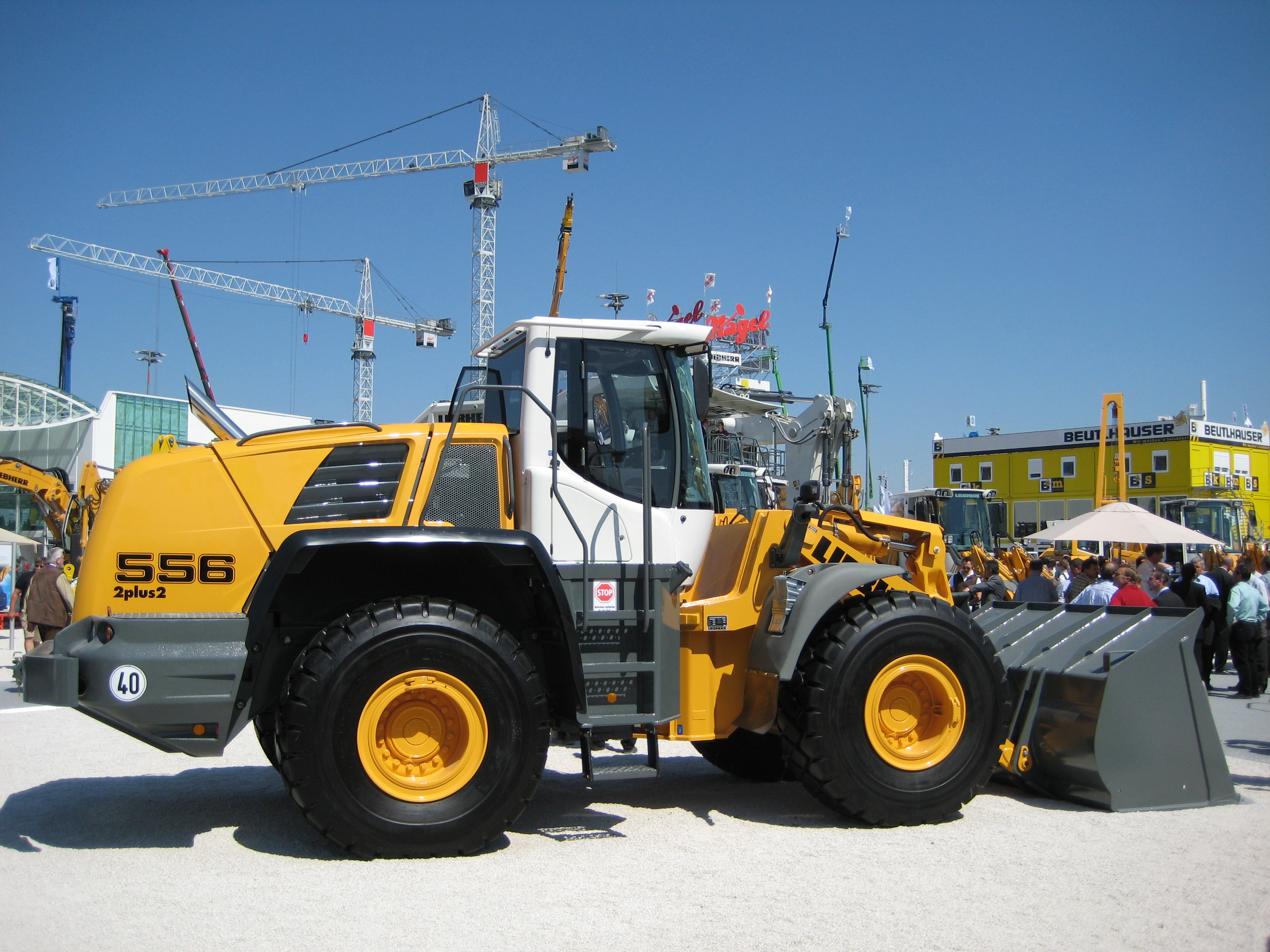
Jeden z největších nakladačů

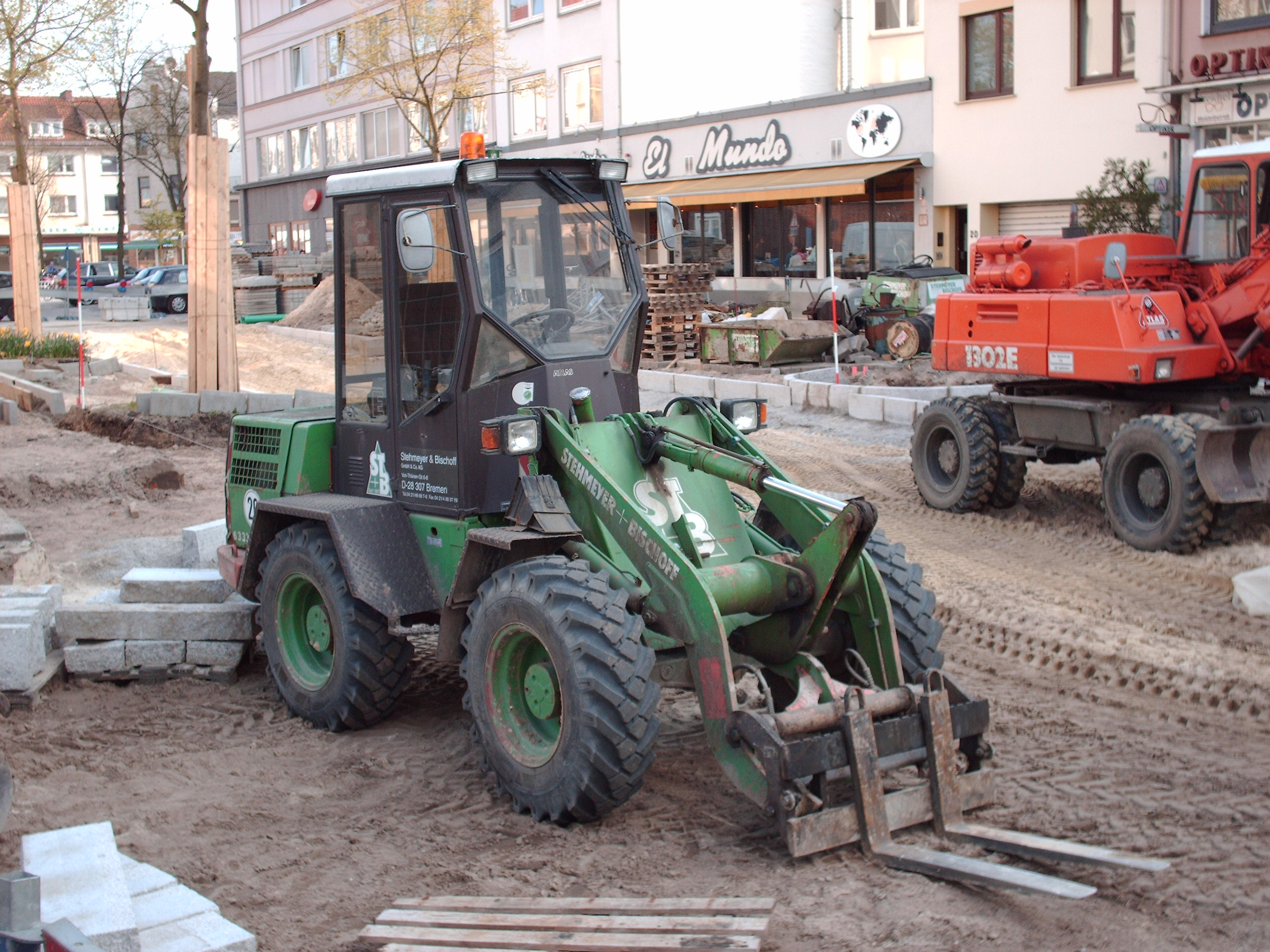
Kompaktní nakladač vybavený paletovými vidlemi

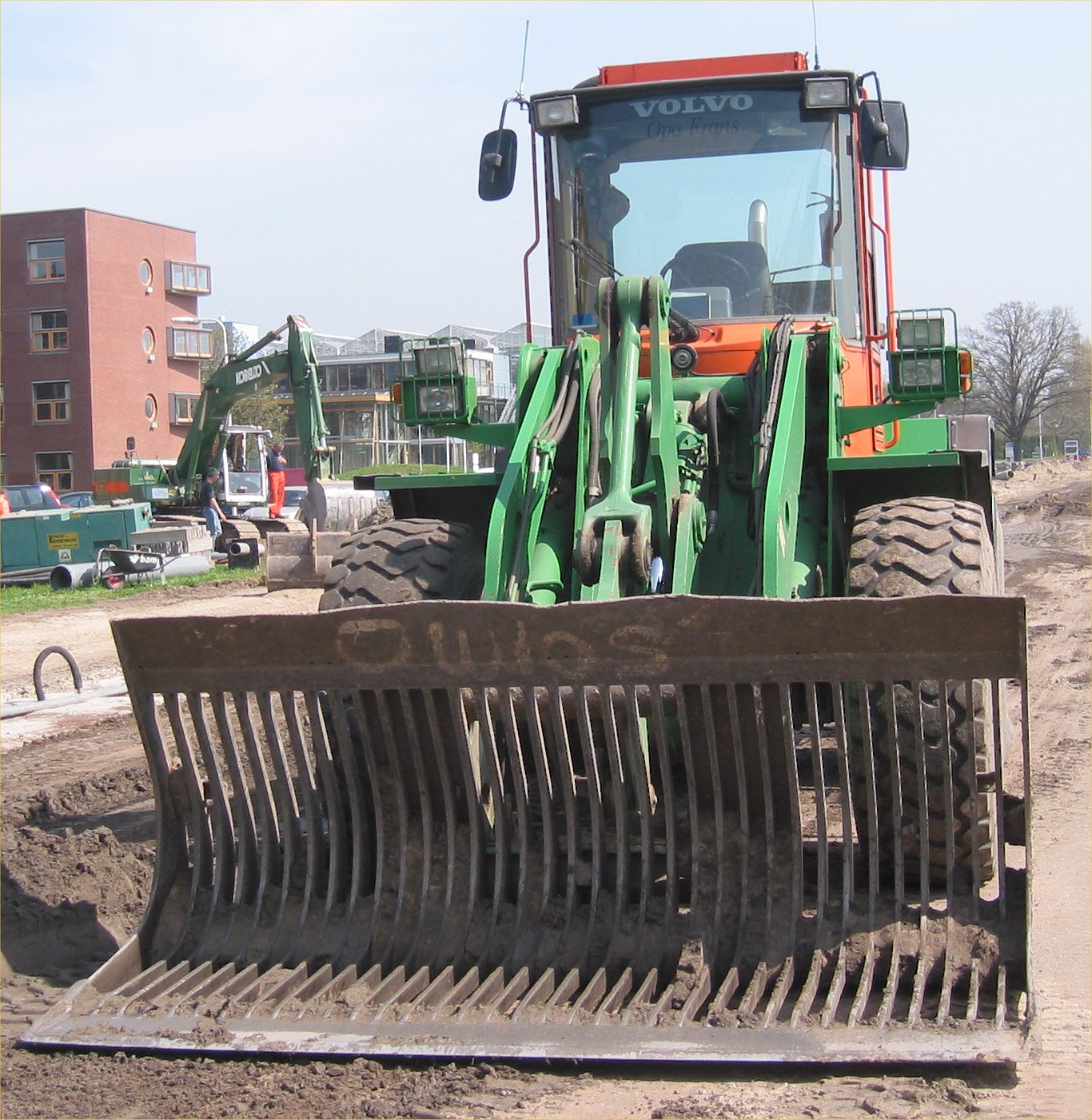
Roštová lopata

Nakladač, také lopatový nakladač je stavební stroj, určený k nakládání a přemisťování sypkých materiálů na krátké vzdálenosti. Díky vybavení lopatou je zvláště vhodný k provádění zemních prací. Existují nakladače o hmotnostech od 2 tun až po 200 tun.
S lopatovými nakladači jsou příbuzné čelní nakladače, stavěné na bázi traktorů. Někdy se přímo nazývají traktorové nakladače. Nejmenším druhem nakladačů jsou čelní nakladače řízené smykem – tzv. kompaktní nakladače. Vyznačují se kompaktními rozměry a velmi dobrou ovladatelností.
Nakladače mohou být vybaveny váhou, takže přímo při nakládání se zjistí hmotnost nákladu.
Nakladače se rozdělují dle podvozku na kolové a pásové, dle způsobu práce na čelní s otočným ramenem a boční s výklopným nástrojem a dle nosnosti na malé s nosností do 500 kg až po velmi těžké s nosností nad 10 000 kg.
Kolové nakladače se přemisťují po vlastní ose i na větší vzdálenost a mohou se přepravovat po veřejných komunikacích. Mezi negativa patří větší měrný tlak na půdu a tím se dříve boří a dále horší stabilita.
Pásové nakladače mají malý měrný tlak na podložku, mohou pracovat v těžkém terénu a mají schopnost otočit se na malém prostoru. Mezi negativa patří malé přepravní vzdálenosti a také to, že nesmí jezdit po veřejných komunikacích.

## Historie
První nakladače vznikly ve 20. a 30. letech dvacátého století ze zemědělských traktorů vybavených nakládacími lopatami poháněnými lanem. Z nich se vyvinuly ve 40. a 50. letech dvacátého století samostatné stavební stroje, které začala vyrábět řada firem po celém světě. Moderní nakladače už mají pracovní nástroje ovládané hydraulicky. Původní řízení nakladačů bylo řiditelnou zadní nápravou nebo i oběma nápravami řiditelnými. V 60. a 70. letech dvacátého století se prosadilo řízení děleným kloubovým rámem. Pohon nakladačů zajišťují takřka výhradně výkonné vznětové motory. Vlastní pojezd nakladače může být realizován jako diesel-elektrický. Vznětový motor pohání elektrický generátor a každé kolo je poháněno vlastním elektromotorem. Tento typ pohonu je častý u těch největších strojů.

## Komponenty nakladače
- Kloubový dělený rám
- Výložník (rameno)
- Lopata
- Motor
- Kabina řidiče
- Pojezdový mechanismus
- Ovládání pracovního zařízení
- Příslušenství

## Velikost a parametry
Řada velikostí nakladačů je skutečně široká, existují nejrůznější provedení. Existují malé nakladače s výkonem mezi 20 a 60 kW a velké stroje s výkony mezi 70 až 590 kW. Pohotovostní hmotnost je u menších strojů do 7,5 tuny, u největších strojů běžně do 90 tun. Objem lopaty se pohybuje mezi 0,8 až 10,5 m³. Při práci se rychlost jízdy pohybuje do 15 km/h, při přesunu bez nákladu dosáhne nakladač i více než 40 km/h.

## Pracovní zařízení
- Standardní lopata pro sypké materiály jako je štěrk nebo zemina
- Lopata pro lehké materiály s velkým objemem jako je obilí
- Kombinovaná lopata s hydraulicky ovládanou čelní částí pro snazší nabírání materiálu
- Paletové vidle pro paletovaný materiál
- Zametací nástavec pro čištění komunikací
- Míchací buben pro míchání betonu
- Roštové vidle pro nabírání kamenů

## Řízení
Řízení u nakladačů bývá nejčastěji řešeno kloubem. Kloub se nachází přibližně uprostřed stroje a je hydraulicky ovládán. Řidič má pracoviště většinou na zadní polovině stroje, jen výjimečně vpředu. Nakladače některých výrobců mají tuhý rám a jsou řízeny natáčením všech kol. Tento princip se vyznačuje lepší stabilitou při práci, nevýhodou je možnost zatáčet jen za jízdy.
Dle systému řízení se dělí kolové nakladače na řízení předních kol, řízení zadních kol, řízení všech kol, řízení kloubovým podvozkem a řízení s prokluzem kol (smykem řízený nakladač). Pásové nakladače se dělí dle systému řízení na řízení s prokluzem pásu a řízení s nezávislým pohybem pásů.

## Výrobci
Nakladače vyrábí velký počet firem. 
Mezi některé známé výrobce patří společnosti PPS Detva (ex ZŤS Detva), Way Industries (ex ZŤS Krupina) ,Caterpillar, Liebherr, Volvo, Atlas, Terex, Komatsu, Manitou, Gehl, Orenstein & Koppel[zdroj?], Case nebo XCMG.